# Cheer♡1
Cheer♡1（チアワン）は、日本のモデルによるアイドルグループ。「Cheer」は「応援」、「元気」という意味。日本のプロレス団体「WRESTLE-1」の公式サポーターを務めていた。なお、2016年2月から2017年7月の間、WRESTLE-1のオープニングアクトを務める「W-1チーム」とライブ活動を行う「ライブチーム」との2チーム体制で活動していた。
ユニット全体としてはモデル事務所・ウォークが統括・運営。メンバー個人はウォーク所属者を中心に別事務所在籍者も混在している。

## 略歴
2013年
- 9月7日、WRESTLE-1旗揚げ前日公開記者会見で公式サポーターとして発表。
- 9月8日、後楽園ホールで開催されたWRESTLE-1旗揚げ戦に出演。

2014年
- 12月29日、才木玲佳、柳本絵美が加入。

2016年
- 2月24日、ライブ活動を開始。
- 3月13日、橘沙奈が卒業[1]。
- 4月6日、如月さやが加入。
- 7月6日、七夕に行うライブが5人での最後のパフォーマンスとなることが発表される[2]。
- 7月7日、W-1チームとライブチームの2チーム制になるにあたり西原が総監督に就任。永友がW-1チームリーダー、柳本がライブチームリーダーを担当することが発表された[3]。
- 8月11日、WRESTLE-1・横浜文化体育館大会よりW-1チームに尾崎礼香が加入[4][5]。
- 8月14日、ライブチームに榎本ひかりが加入[6]。

2017年
- 1月4日、東京女子プロレスでの伊藤麻希ｖｓ才木玲佳戦においてそれぞれの所属ユニットチーム同士（LinQとCheer１）の対バン・ミニライブが実現。Cheer１からはライブチームが出演[7]。また、このミニライブにて初のオリジナル曲「Ready Go!!!!!」（作詞：柳本絵美、題名中の「!!!!!」はライブチームメンバー5人を表す）が披露された。
- 4月12日、showroomで「Cheer１の応援"生"ラジオ」配信開始（毎週水曜日21:00～22:00、メンバー持ち回り）。
- 4月14日、YouTubeで配信が開始された「週刊WRESTLE-1 TV」のMCを担当（毎週金曜日配信、W-1チームメンバー持ち回り ）[8]。
- 5月30日、当日のライブにて6月28日をもってライブチームの活動を終了することが発表された[9]。
- 7月17日、都内で開催された「Cheer♡1ライブチーム　ありがとう会」をもってライブチームの全ての活動が終了し、ライブチーム専任の柳本絵美と榎本ひかりが卒業。
- 10月11日、「WRESTLE-1」後楽園大会よりオリジナル曲「Ready Go!!!!!（才木玲佳入場曲）」のCD販売開始。

2018年
- 11月8日、才木玲佳が2019年3月をもって卒業することが発表された（プロレスに専念するため）。
- 12月20日、才木玲佳に加え、永友春菜・尾崎礼香も2019年3月に卒業することが発表された[10]。

2019年
- 2月11日、WRESTLE-1後楽園大会にて永友春菜が最後のオープニングアクト。また同大会にて才木玲佳がCheer♡1卒業後にWRESTLE-1に加入することが発表された[11]。
- 3月10日、WRESTLE-1後楽園大会にて才木玲佳と尾崎礼香が最後のオープニングアクト。
- 3月17日、チアワン卒業イベントが開催され、同日をもって永友春菜、才木玲佳、尾崎礼香が卒業[12]。またイベント中に新メンバー、平崎里奈、遠藤有栖、中野のぞみが紹介された。
- 3月21日、WRESTLE-1大田区総合体育館大会にて新体制でのパフォーマンスを初披露（中野のぞみは舞台出演のため欠席）。
- 4月3日、WRESTLE-1後楽園大会にて新体制5名全員でのパフォーマンスを初披露。

2020年
- 2月29日、WRESTLE-1が2020年4月1日での活動休止を発表[13]。公式サポーターとして活動するCheer♡1もこの日をもって無期限の活動休止となる[14]。

2021年
- 1月4日、遠藤有栖が練習生として入団していた東京女子プロレス後楽園大会にてプロレスラーデビュー。

## メンバー
| 名前       | よみ           | 生年月日              | 血液型 | 出身地   | 加入期 | 担当カラー | 旧チーム区分 | 備考                                    |
| ---------- | -------------- | --------------------- | ------ | -------- | ------ | ---------- | ------------ | --------------------------------------- |
| 西原啓子   | にしはらけいこ | 1987年6月24日（38歳） | B型    | 大阪府   | 1期    | 青         | W-1＆ライブ  | 監督、ZSTガールズリーダー               |
| 如月さや   | きさらぎさや   | 1989年4月15日（36歳） | O型    | 大阪府   | 3期    | ピンク     | W-1＆ライブ  | 元GAZOO Lady、恵比寿マスカッツ メンバー |
| 平崎里奈   | ひらさきりな   | 1994年9月27日（30歳） | A型    | 埼玉県   | 5期    | 緑         |              | PHYVE メンバー                          |
| 遠藤有栖   | えんどうありす | 1998年4月27日（27歳） |        | 福島県   | 5期    | 黄         |              | プロレスラー（東京女子プロレス）        |
| 中野のぞみ | なかののぞみ   | 1997年9月6日（27歳）  |        | 神奈川県 | 5期    | 赤         |              | クリーム48 メンバー                     |

## 元メンバー
公式で卒業の発表があったメンバー及び卒業の発表はされていないが、活動に今後参加しない予定のメンバーについて記す。
| 名前       | よみ           | 生年月日               | 血液型 | 出身地 | 加入期 | 担当カラー | 旧チーム区分 | 最終在籍日    | 備考                                            |
| ---------- | -------------- | ---------------------- | ------ | ------ | ------ | ---------- | ------------ | ------------- | ----------------------------------------------- |
| 野田アリン | のだありん     | ????年??月??日         |        |        | 1期    |            |              | 2014年8月31日 |                                                 |
| 橘沙奈     | たちばなさな   | 1990年7月6日（35歳）   | O型    | 山口県 | 1期    | 橙         |              | 2016年3月13日 | 元K-1ガールズ                                   |
| 柳本絵美   | やなぎもとえみ | 1992年4月20日（33歳）  | O型    | 東京都 | 2期    | 紫         | ライブ       | 2017年7月17日 | 元ライブチームリーダー、ミスFLASH2009グランプリ |
| 榎本ひかり | えのもとひかり | 1994年10月15日（30歳） | B型    | 東京都 | 4期    | 水色       | ライブ       | 2017年7月17日 | 元KHAOSガールズ                                 |
| 永友春菜   | ながともはるな | 1992年1月1日（33歳）   | A型    | 宮崎県 | 1期    | 赤         | W-1          | 2019年3月17日 | W-1チームリーダー、元Krushガールズ              |
| 才木玲佳   | さいきれいか   | 1992年5月19日（33歳）  | AB型   | 埼玉県 | 2期    | 黄         | W-1＆ライブ  | 2019年3月17日 | 元Krushガールズ、プロレスラー                   |
| 尾崎礼香   | おざきあやか   | 1990年6月6日（35歳）   | A型    | 大阪府 | 4期    | 緑         | W-1          | 2019年3月17日 | 元ZSTガールズ、ミスFLASH2014グランプリ          |

## 出演
''個人の活動については、それぞれの項を参照のこと。''

### イベント
- 「Cheer♡1（チアワン）」WRESTLE-1オープニングアクト（ダンスパフォーマンス）（2013年～）
- 「Cheer♡1（チアワン）」ライブパフォーマンス（2016年2月～2017年7月）
- 「W-1サマーフェスティバル」（2017年8月19日、大久保・GENスポーツパレス内 WRESTLE-1道場）西原、如月、尾崎の3人が参加。
- 「東京女子プロレス」「アイドル・ランバージャック・デスマッチ」（滝川あずさ vs 伊藤麻希）（2017年8月26日、後楽園ホール）※リングを囲み、選手をリング内に押し戻す役。永友、如月、尾崎の3人が参加。
- 「WRESTLE-1冬フェス（仮）2017」（2017年12月23日、大久保・GENスポーツパレス内[WRESTLE-1道場）永友、尾崎の2人が参加。

### テレビ
- 「わざわざ言うテレビ」（2016年8月23日、テレビ大阪）

### ウェブ
- 「お願いランキング」（2016年8月30日、AbemaTV）― アイドルグループ内部抗争勃発と題し、才木、西原、柳本、如月の4人が出演。
- 「Cheer１の応援"生"ラジオ with 櫻田愛実」（2017年4月12日～ 毎週水曜日21:00～22:00、 showroom）― メンバー持ち回り。
- 「週刊WRESTLE-1 TV」（2017年4月14日～ 毎週金曜日配信、 YouTube）MC ― メンバー持ち回り。

### 映画
- 「リングサイド・ストーリー」（2017年7月15日に「カリテ・ファンタスティック！シネマ・コレクション2017（カリコレ2017）」オープニング作品として上映、2017年10月14日公開）

## 作品
- CD 「Ready Go!!!!!（才木玲佳入場曲）」（2017年10月）